# Mariene provincie Tropische Noordwestelijke Atlantische Oceaan
De Mariene provincie Tropische Noordwestelijke Atlantische Oceaan (12) (Engels: Tropical Northwestern Atlantic marine province) is een biogeografische provincie en ligt in het westen van de Atlantische Oceaan in het Marien rijk Tropische Atlantische Oceaan. De mariene provincie is vastgesteld door het World Wide Fund for Nature en The Nature Conservancy en is vernoemd naar de tropische wateren in het noordwesten van de Atlantische Oceaan.
In het noorden grenst het gebied aan de mariene provincie Warme Gematigde Noordwestelijke Atlantische Oceaan (6) en in het zuidoosten aan de mariene provincie Noordelijk Braziliaans Plat (13).

## Geografie
De mariene provincie ligt in grofweg de zuidelijke helft van de Golf van Mexico, in de Caraïbische Zee, rond de Bahama's en de Antillen.

## Biogeografie
Het gebied kent zeeleven dat houdt van tropische temperaturen.

## Mariene ecoregio's
Deze mariene provincie bestaat uit 9 mariene ecoregio's:
- Mariene ecoregio Bermuda (62)
- Mariene ecoregio Bahama's (63)
- Mariene ecoregio Oostelijke Caraïben (64)
- Mariene ecoregio Grote Antillen (65)
- Mariene ecoregio Zuidelijke Caraïben (66)
- Mariene ecoregio Zuidwestelijke Caraïben (67)
- Mariene ecoregio Westelijke Caraïben (68)
- Mariene ecoregio Zuidelijke Golf van Mexico (69)
- Mariene ecoregio Florida (70)